# Mercedes-Benz Sprinter Transfer
Mercedes-Benz Sprinter Transfer — автобус особо малой вместимости производства Mercedes-Benz, выпускавшийся с 2006 года.

## История
Автобус Mercedes-Benz Sprinter Transfer впервые был представлен в 2006 году. Он производился на базе агрегатов первого поколения Mercedes-Benz Sprinter. Представляет собой микроавтобус с электронным табло над лобовым стеклом.
После снятия с производства первого поколения Mercedes-Benz Sprinter автобус производился на базе агрегатов второго поколения Mercedes-Benz Sprinter. Наиболее распространённый вариант производится с 2009 года на базе Mercedes-Benz Sprinter 516 CDI.

## Технические характеристики
| Type                | Sprinter Transfer 23                | Sprinter Transfer 34                | Sprinter Transfer 35                | Sprinter Transfer 45                | Sprinter Transfer 55                |
| ------------------- | ----------------------------------- | ----------------------------------- | ----------------------------------- | ----------------------------------- | ----------------------------------- |
| Длина               | 5910 мм                             | 6945 мм                             | 6945 мм                             | 7345 мм                             | 7665 мм                             |
| Ширина              | 1993 мм                             | 1993 мм                             | 1993 мм                             | 1993 мм                             | 1993 мм                             |
| Высота (вкл. крышу) | 2820 мм                             | 2820 мм                             | 2820 мм                             | 2820 мм                             | 2820 мм                             |
| Высота              | 2790 мм                             | 2790 мм                             | 2790 мм                             | 2790 мм                             | 2790 мм                             |
| Колёсная база       | 3665 мм                             | 4325 мм                             | 4325 мм                             | 4325 мм                             | 4325 мм                             |
| Передняя подвеска   | 1004 мм                             | 1004 мм                             | 1004 мм                             | 1004 мм                             | 1004 мм                             |
| Задняя подвеска     | 1240 мм                             | 1615 мм                             | 1 615 мм                            | 2015 мм                             | 2335 мм                             |
| Высота салона       | 1900 мм                             | 1900 мм                             | 1 900 мм                            | 1900 мм                             | 1900 мм                             |
| Радиус поворота     | 13600 мм                            | 15600 мм                            | 15600 мм                            | 15600 мм                            | 15600 мм                            |
| Двигатель           | Евро-5/EEV MB OM 651 DE 22 LA (CDI) | Евро-5/EEV MB OM 651 DE 22 LA (CDI) | Евро-5/EEV MB OM 651 DE 22 LA (CDI) | Евро-5/EEV MB OM 651 DE 22 LA (CDI) | Евро-5/EEV MB OM 651 DE 22 LA (CDI) |
| Мощность            | 70—120 кВт                          | 95—120 кВт                          | 95—120 кВт                          | 95—140 кВт                          | 95—140 кВт                          |
| Мест для сидения    | 13                                  | 16                                  | 16                                  | 16                                  | 19                                  |

## Галерея

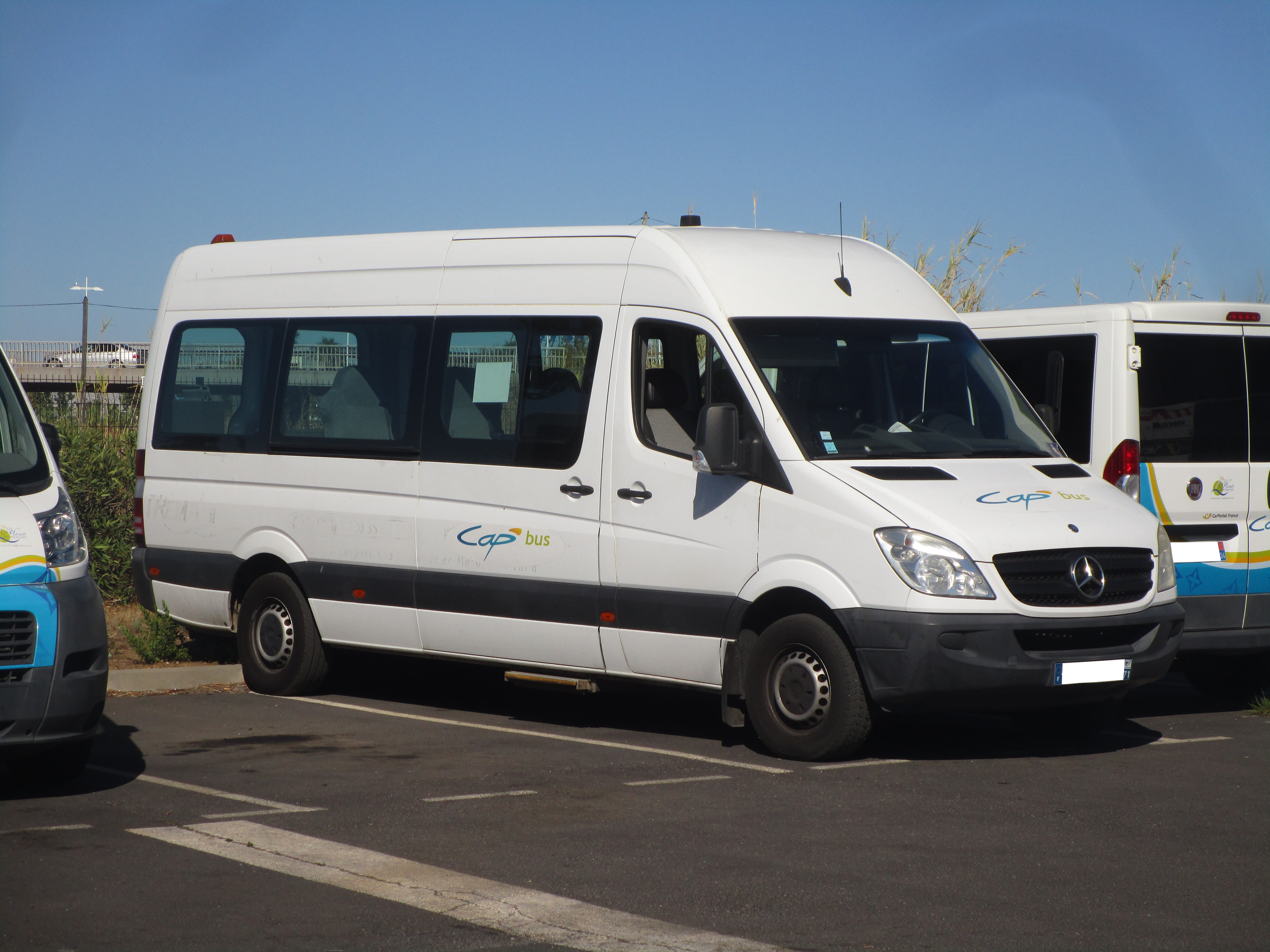
Mercedes-Benz Sprinter Transfer с односкатными колёсами
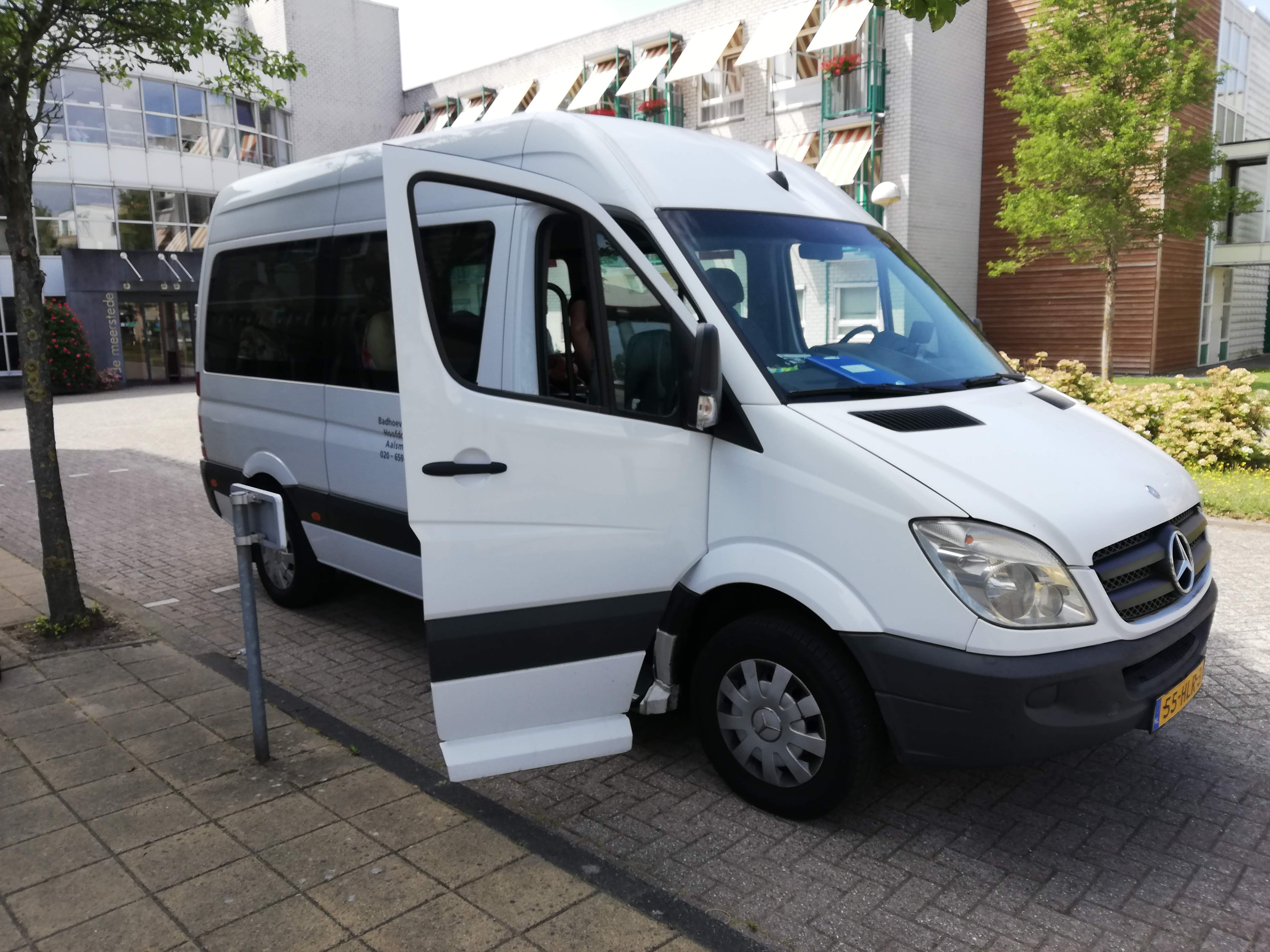
Mercedes-Benz Sprinter Transfer с односкатными колёсами
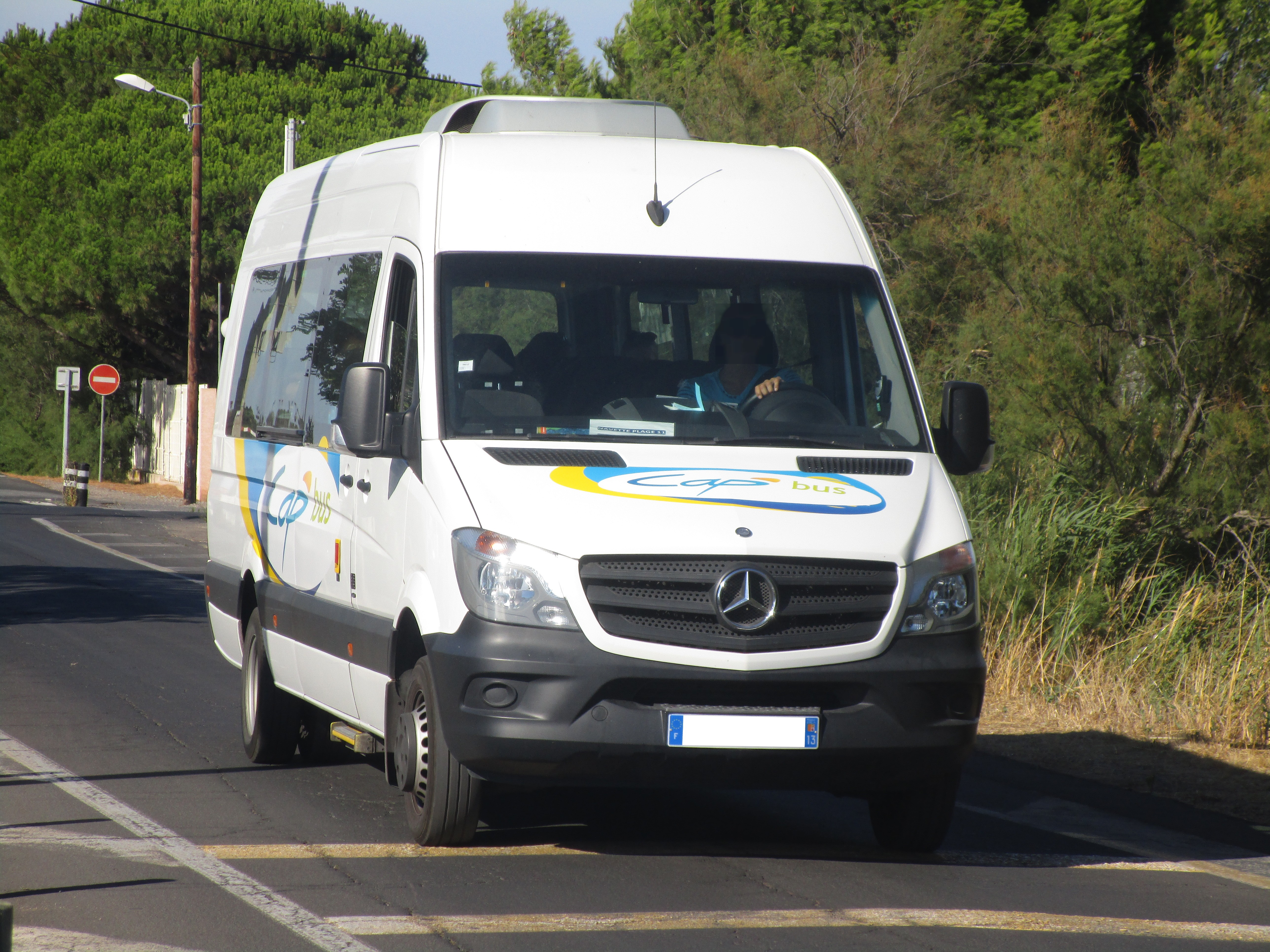
Mercedes-Benz Sprinter Transfer с двускатными колёсами